# 郭仲衡 (应用数学和力学家)
郭仲衡（1933年3月2日—1993年9月22日），男，籍贯广东中山，生于广东广州，中国应用数学和力学家。曾任北京大学教授。主要从事应用数学、非线性连续介质力学、张量分析、力学的数学原理和方法等研究。

## 生平
1960年获波兰华沙工业大学硕士学位。1963年获波兰科学院科学技术博士学位。
1988年当选为波兰科学院外籍院士。1991年当选为中国科学院学部委员（院士）。